# Anny Ondra
Anny Ondra, vero nome Anna Sophie Ondráková (Tarnów, 15 maggio 1902 – Hollenstedt, 28 febbraio 1987), è stata un'attrice ceca.
Principalmente nota per aver interpretato due film del periodo inglese di Alfred Hitchcock.

## Biografia
Anny Ondra era di nazionalità ceca ma di origine ungherese, anche se Tarnów, la città che le diede i natali all'inizio del XX secolo, oggi si trova in Polonia.
Recitò quasi per caso alla giovane età di 17 anni per il fidanzato, il regista Karel Lamač. La famiglia, il padre in particolare, riteneva il lavoro di attrice molto sconveniente per l'epoca, ma la ragazza volle a tutti i costi continuare a recitare. Dopo il matrimonio con Lamač, iniziò a lavorare in varie produzioni in diversi paesi, tra cui Austria e Germania.
Venne chiamata a Londra per lavorare con un giovane e promettente regista, Alfred Hitchcock, che rimase colpito dalla sua bellezza. La passione di Hitchcock per le attrici bionde potrebbe aver avuto origine proprio con l'attraente e spiritosa Anny Ondra, che aveva 27 anni all'epoca in cui girò i suoi due film con lui, L'isola del peccato (1929) e Ricatto (1929). 
Tuttavia l'accento straniero della Ondra mal si adattava al cinema sonoro ed ella non poté proseguire la sua carriera inglese e fu costretta a tornare in Germania. Nel 1933 si separò da Lamač, poiché il regista non voleva avere figli, e sposò in seconde nozze il pugile tedesco Max Schmeling, famoso per aver battuto Joe Louis, al quale sarà legata fino alla sua morte avvenuta nel 1987, all'età di 84 anni, mentre Max morirà nel 2005 a 99 anni. La coppia non ebbe figli. Dopo la guerra comparve in poche pellicole, preferendo dedicarsi alla famiglia e all'allevamento di polli e visoni nei pressi di Amburgo.

## Filmografia
La filmografia ATTRICE - secondo IMDb - è completa.

### Attrice
- Palimpsest, regia di Joe Jencík (1919)
- Dáma s malou nozkou, regia di Jan S. Kolár (come Jan Kolár) e Premysl Prazský (1920)
- Tam na horách, regia di Sidney M. Goldin (1920)
- Nikyho velebné dobrodruzství, regia di Evzen Nicolsen (1920)
- Gilly poprvé v Praze, regia di Carl Lamac (1920)
- Drátenícek, regia di Bohumír Simek (1920)
- Zpev zlata, regia di Jan S. Kolár (come Jan Kolár) (1920)
- Setrelé písmo, regia di Josef Rovenský (1921)
- Príchozí z temnot, regia di Jan S. Kolár (1921)
- Otrávené svetlo, regia di Jan S. Kolár e Karel Lamač (Carl Lamac) (1921)
- Hütet eure Töchter, regia di Sidney M. Goldin (1922)
- Zigeunerliebe, regia di Thomas E. Walsh (1922)
- Führe uns nicht in Versuchung, regia di Sidney M. Goldin (1922)
- Drvostep, regia di Karel Lamač (Carl Lamac) (1923)
- Tu ten kámen, regia di Karel Anton (Karl Anton) (1923)
- Muz bez srdce, regia di Josef Hornák, Franz W. Koebner (1923)
- Únos bankére Fuxe, regia di Karel Anton (1923)
- Bílý ráj, regia di Karel Lamač (1924)
- Chytte ho!, regia di Karel Lamac (1925)
- Ich liebe dich, regia di Paul L. Stein (1925)
- Vdavky Nanynky Kulichovy
- Karel Havlícek Borovský
- Sest musketýru, regia di Premysl Prazský (1925)
- Lucerna, regia di Karel Lamac (1925)
- Do panského stavu, regia di Karel Anton (1925)
- Hrabenka z podskalí, regia di Karel Lamac (1926)
- Trude, die Sechzehnjährige, regia di Conrad Wiene (1926)
- Velbloud uchem jehly
- Maschera d'oro (Pratermizzi), regia di Gustav Ucicky (1927)
- Pantáta Bezousek, regia di Carl Lamac (1927)
- Seine Hoheit, der Eintänzer, regia di Karl Leiter (1927)
- Anicko, vrat se!, regia di Theodor Pištěk (1927)
- Kvet ze Sumavy, regia di Carl Lamac (1927)
- Milenky starého kriminálníka, regia di Svatopluk Innemann (1927)
- Sladká Josefínka, regia di Karel Lamac (1927)
- Chorus Girls
- Evas Töchter, regia di Karl Lamac (1928)
- God's Clay, regia di Graham Cutts (1928)
- Der erste Kuß, regia di Carl Lamac (1928)
- Saxophon-Susi, regia di Carl Lamac (1928)
- Glorious Youth
- L'isola del peccato (The Manxman), regia di Alfred Hitchcock (1929)
- Sündig und süß, regia di Carl Lamac (1929)
- Ricatto (Blackmail), regia di Alfred Hitchcock (1929)
- Glorious Youth
- Das Mädel mit der Peitsche, regia di Carl Lamac (1929)
- Die Kaviarprinzessin, regia di Carl Lamac (1930)
- Das Mädel aus U.S.A., regia di Carl Lamac (1930)
- Die vom Rummelplatz, regia di Carl Lamac (1930)
- Eine Freundin so goldig wie Du, regia di Carl Lamac (1930)
- Le Comte Billy , regia di Carl Lamac (1930)
- Er und seine Schwester, regia di Carl Lamac (1931)
- Die Fledermaus, regia di Carl Lamac (1931)
- On a jeho sestra, regia di Martin Fric e Carl Lamac (1931)
- Mamsell Nitouche, regia di Carl Lamac (1931)
- Eine Nacht im Paradies, regia di Carl Lamac (1932)
- Il pipistrello (La Chauve-Souris), regia di Carl Lamac e Pierre Billon (1932)
- Une nuit au paradis, regia di Pierre Billon e Carl Lamac (1932)
- Faut-il les marier?, regia di Pierre Billon e Carl Lamac (1932)
- Die grausame Freundin, regia di Carl Lamac (1932)
- Kiki, regia di Pierre Billon (1932)
- Kiki, regia di Carl Lamac (1932)
- Baby, regia di Carl Lamac (1932)
- La contessina si diverte (Baby), regia di Pierre Billon e Carl Lamac (1933)
- Kantor ideál, regia di Martin Frič (come Mac Fric) (1933)
- La figlia del reggimento (Die Tochter des Regiments o Die Regimentstochter), regia di Carl Lamac (1933)
- Professeur Cupidon, regia di Robert Beaudoin, André Chemel (1933)
- La Fille du régiment (La Fille du régiment), diretto da Pierre Billon e Carl Lamac (1933)
- Fräulein Hoffmanns Erzählungen, regia di Carl Lamac (1933)
- Das verliebte Hotel, regia di Carl Lamac (1933)
- Amore in gabbia (Die vertauschte Braut), regia di Carl Lamac (1934)
- L'Amour en cage, regia di Jean de Limur, Carl Lamac (1934)
- Klein Dorrit, regia di Carl Lamac (1934)
- Polenblut, regia di Carl Lamac (1934)
- Knock out come divenni campione (Knockout - Ein junges Mädchen, ein junger Mann), regia di Carl Lamac, Hans H. Zerlett (1935)
- Großreinemachen, regia di Carl Lamac (1935)
- Il piccolo conte (Der junge Graf), regia di Carl Lamac (1935)
- Donogoo Tonka, regia di Reinhold Schünzel (1936)
- Flitterwochen, regia di Carl Lamac (1936)
- Duvod k rozvodu, regia di Carl Lamac (1937)
- Ein Mädel vom Ballett, regia di Carl Lamac (1937)
- Vor Liebe wird gewarnt, regia di Carl Lamac (1937)
- Der Scheidungsgrund, regia di Carl Lamac (1937)
- Der Unwiderstehliche, regia di Géza von Bolváry (1937)
- Narren im Schnee, regia di Hans Deppe (1938)
- Polská krev, regia di Carl Lamac (1934)
- Der Gasmann, regia di Carl Froelich (1941)
- Himmel, wir erben ein Schloß, regia di Peter Paul Brauer (1943)
- Schön muß man sein, regia di Ákos Ráthonyi (1951)
- Appuntamento a Zurigo (Die Zürcher Verlobung), regia di Helmut Käutner (1957)

### Produttrice (parziale)
- Eine Freundin so goldig wie Du
- Amore in gabbia (Die vertauschte Braut), regia di Carl Lamac (1934)